# Singles: Flirt Up Your Life
Singles: Flirt Up Your Life ist eine von Rotobee entwickelte und 2003 von Deep Silver veröffentlichte erotische Lebenssimulation.

## Spielprinzip
Das Spiel weist Ähnlichkeiten mit der Die-Sims-Reihe auf. Der Spieler muss sich um die Charaktere kümmern, indem er ihnen beispielsweise befiehlt, zu essen, zu schlafen, zur Arbeit zu gehen. Im Gegensatz zu Die Sims kann der Charakter im Spiel sein Zuhause nicht verlassen, außer um zur Arbeit zu gehen. Ziel des Spiels ist es, ein lockeres Treffen in eine sexuelle Beziehung zu verwandeln. Der Spieler kann die sexuelle Orientierung seines Charakters wählen. Das Spiel war per Download von der Website des Unternehmens erhältlich, wobei eine Zahlung erforderlich war, um nach Ablauf der einstündigen Frist weiterspielen zu können. Zudem gibt es auch eine CD-Rom-Version des Spiels. In den USA wurde die Nacktheit des Spiels zensiert.

## Rezeption
Singles: Flirt Up Your Life erhielt überwiegend durchschnittliche Kritiken. Das Spiel wurde von Kritikern größtenteils als Abzocke von Die Sims und als wenig herausfordernd kritisiert, da der Spieler einfach einer Routine folgen musste, um die Charaktere vom Smalltalk bis zum Liebesgeständnis voranzubringen. Jeuxvideo.com gab dem Spiel 12 von 20 Punkten.